# جاريل كوانساه
جاريل أمورين كوانساه (من مواليد 29 يناير 2003) هو لاعب كرة قدم إنجليزي محترف يلعب في مركز قلب الدفاع أو الظهير الأيمن لنادي ليفربول في الدوري الإنجليزي الممتاز.

## مسيرته في شبابه
انضم كوانساه إلى نادي ليفربول في الخامسة من عمره قادمًا من وولستون روفرز في موطنه الأصلي وارينجتون .

## مسيرته مع الأندية
وقع كوانساه عقده الأول مع نادي ليفربول في 4 فبراير 2021. خلال موسم 2020–21 ، قاد فريق ليفربول تحت 18 عامًا الذي وصل إلى نهائي كأس الاتحاد الإنجليزي للشباب ، جنبًا إلى جنب مع أمثال بيلي كوميتيو وملكامو فراويندورف وماكس وولتمان وكونور برادلي ولوك تشامبرز .
في الموسم التالي ، قاد فريق دوري ابطال اوروبا للشباب ،  بينما كان يلعب أيضًا في الدوري الإنجليزي الممتاز 2 مع الرديف، ولعب دورًا رئيسيًا مع الأخير خلال فوز كأس لانكشاير للكبار .
ثم ظهر كوانساه لأول مرة على قائمة الفريق مع الفريق الأول، في الدوري الإنجليزي الممتاز وكأس الاتحاد الأوروبي لكرة القدم ،  ولم يخرج من مقاعد البدلاء ولكن فاز ليفربول بالكأسين المحليين، وأنهى انتصارين فقط على بعد انتصارين تاريخيين. رباعي.
في 20 يناير 2023، انضم كوانساه إلى نادي بريستول روفرز الذي يلعب في الدوري الأول على سبيل الإعارة حتى نهاية الموسم. ظهر لأول مرة في 28 يناير، حيث لعب خلال فترة الهزيمة 5-1 أمام موركامب ، مثيرًا للإعجاب على الرغم من النتيجة. بعد أداء مثير للإعجاب في التعادل 0-0 مع إبسويتش تاون ، توقع مدير روفرز جوي بارتون أن يكون كوانساه متجهًا إلى المستوى الأعلى من اللعبة، مشيرًا إلى قدرته على الكرة كأحد الأصول الرئيسية. في 18 مارس، تلقى أول طرد في مسيرته بسبب السلوك العنيف في الدقائق الأخيرة من الهزيمة 2-0 على أرضه أمام بورتسموث .
في 27 أغسطس 2023 ، ظهر كوانساه لأول مرة مع ليفربول ، حيث دخل كبديل لجويل ماتيب في الفوز 2-1 على نيوكاسل يونايتد في الدوري الإنجليزي الممتاز. في 16 سبتمبر 2023، بدأ أول مباراة له مع النادي في الفوز 3–1 على ولفرهامبتون واندررز ، والتي أتبعها بتمريره الحاسم الأول لـ ديوغو جوتا ضد ليستر سيتي في كأس الاتحاد الأوروبي لكرة القدم 2023–24 في 27 سبتمبر 2023.
في 14 ديسمبر 2023، سجل كوانساه هدفه الأول مع ليفربول ضد يونيون سانت جيلويز في الدوري الأوروبي في المباراة التي انتهت بالهزيمة 2-1.

## مسيرته الدولية
كان مؤهل للعب مع إنجلترا وكذلك اسكتلندا، غانا، وبربادوس بسبب أجداده, لعب جاريل كوانساه لأول مرة مع فرق الشباب الإنجليزية، من مستوى أقل من 16 عامًا إلى أقل من مستوى -19 ثانية .
في يونيو 2022، تم ضم كوانساه إلى تشكيلة إنجلترا لبطولة أمم أوروبا 2022 تحت 19 عامًا . بدأ جميع المباريات كقلب دفاع خلال المنافسة في سلوفاكيا ، ولعب دورًا رئيسيًا في حملة إنجلترا الناجحة. وأبرزها أنه سجل هدف الفوز في نصف النهائي 2-1 ضد إيطاليا . في 1 يوليو 2022، شارك كوانساه أساسيًا في المباراة النهائية وقدم تمريرة حاسمة لكالوم دويل ليسجل هدف التعادل لتتغلب إنجلترا على إسرائيل 3-1 في الوقت الإضافي لتفوز بالبطولة. أدى أدائه خلال المنافسة إلى إدراجه في فريق البطولة UEFA.
ظهر كوانساه لأول مرة مع منتخب إنجلترا تحت 20 عامًا خلال الفوز 2-0 على ألمانيا في مانشستر في 22 مارس 2023 
في 10 مايو 2023، تم ضم كوانساه إلى تشكيلة منتخب إنجلترا للمشاركة في كأس العالم تحت 20 سنة 2023 . ظهر لأول مرة مع منتخب إنجلترا تحت 21 عامًا في 12 أكتوبر 2023، حيث دخل كبديل في الفوز 9-1 على صربيا تحت 21 عامًا .

## أسلوب لعبه
جاريل كوانساه هو لاعب قلب دفاع يلعب بقدمه اليمنى، ويلعب أيضًا بانتظام كظهير أيمن خلال سنوات شبابه.
يوصف كوانساه بالمدافع الذي يحب اللعب بالكرة، قادر على اختراق الخطوط بتمريراته الطويلة، مع الحفاظ على الهدوء والتركيز في الدفاع، تفكير قوي وسريع في المبارزات الهوائية، مع القدرة على الضغط العالي، كما يطلب يورغن . نظام كلوب في الأنفيلد .

## حياته الشخصية
شقيق كوانساه، كينان، هو أيضًا لاعب كرة قدم، ويلعب حاليًا لفريق ساوثبورت الذي يلعب في الدوري الوطني الشمالي .

## الإحصائيات المهنية
آخر تحديث المباراة التي لعبت في 14 ديسمبر 2023.
| النادي                | موسم     | الدوري         | الدوري    | الدوري  | كأس الاتحاد الإنجليزي | كأس الاتحاد الإنجليزي | كأس رابطة الأندية الإنجليزية المحترفة | كأس رابطة الأندية الإنجليزية المحترفة | آخر       | آخر     | المجموع   | المجموع |
| النادي                | موسم     | قسم            | المشاركات | الأهداف | المشاركات             | الأهداف               | المشاركات                             | الأهداف                               | المشاركات | الأهداف | المشاركات | الأهداف |
| --------------------- | -------- | -------------- | --------- | ------- | --------------------- | --------------------- | ------------------------------------- | ------------------------------------- | --------- | ------- | --------- | ------- |
| ليفربول تحت 21 سنة    | 2021–22  | —              | —         | —       | —                     | —                     | —                                     | —                                     | 2         | 0       | 2         | 0       |
| ليفربول تحت 21 سنة    | 2022–23  | —              | —         | —       | —                     | —                     | —                                     | —                                     | 2         | 0       | 2         | 0       |
| ليفربول تحت 21 سنة    | المجموع  | المجموع        | —         | —       | —                     | —                     | —                                     | —                                     | 4         | 0       | 4         | 0       |
| بريستول روفرز (إعارة) | 2022–23 ‏ | الدوري الأول   | 16        | 0       | —                     | —                     | —                                     | —                                     | —         | —       | 16        | 0       |
| ليفربول               | 2023–24  | الدوري الممتاز | 5         | 0       | 0                     | 0                     | 2                                     | 0                                     | 5         | 1       | 12        | 1       |
| المجموع               | المجموع  | المجموع        | 21        | 0       | 0                     | 0                     | 2                                     | 0                                     | 9         | 1       | 32        | 1       |

## الإنجازات
شباب ليفربول
- كأس الاتحاد الإنجليزي للشباب : 2020–21 [7][8][9]
- كأس لانكشاير للكبار : 2022 [45][46]

إنجلترا تحت 19
- بطولة أوروبا تحت 19 سنة : 2022 [37][38]

فردي
- فريق البطولة الأوروبية تحت 19 سنة: 2022 [39]

## روابط خارجية
- Jarell Quansah at the Liverpool F.C. website
- جاريل كوانساه – سجل منافسات اليويفا
- جاريل كوانساه  على سكروي